# Республика Зуева
«Респу́блика Зу́ева», «респу́блика старове́ров» — автономия в Белоруссии, возникшая во время Великой Отечественной войны близ деревни Заскорки Вороничского сельсовета под Полоцком на территориях нескольких деревень, населённых преимущественно старообрядцами. Названа по имени старосты деревни М. Е. Зуева (около 1890 — после 1945).

## История
Семья Зуева, как и многие его односельчане, перед войной пострадали от советских репрессий.
Поэтому после отступления Красной армии Зуев осенью-зимой 1941 года организовал в деревне самоуправление. Для защиты жителей были созданы отряды самообороны: до 300 человек, включая женщин, присоединились к вооружённой охране, из этого числа 100 были постоянно действующим костяком.
Немецкая оккупационная администрация в обмен на уплату фиксированного натурального налога и недопущение на свою территорию советских партизан признала фактическую автономию территории с центром в деревне Заскорки. В республике была восстановлена частная собственность, открыты старообрядческие храмы. Фактически оккупационные власти в работу «республики» не вмешивались, а старообрядцы первое время даже пытались не участвовать в войне и сохранять нейтралитет.
Власти «республики Зуева» установили дружественные отношения с Народно-трудовым союзом. Позднее, для формальной легализации движения в глазах немцев, многие деятели республики объявили себя местным отделением русской Национал-социалистической партии Б. Каминского, однако фактически дистанцировались от его движения.
В 1941 году зуевцы расправились с группой обратившихся к ним за помощью советских партизан. Другой группе Зуев отдал провизию, однако остаться не позволил, выставив караул. Началась борьба с партизанами: за осень и начало зимы 1941 года отряды Зуева отбили порядка пятнадцати атак. Изначально борьба велась за счёт своих сил, однако в конце года Зуев обратился к немецкому коменданту и получил несколько десятков винтовок и боеприпасы. В 1942 году «республика» перешла в наступление и присоединила к себе несколько деревень.
При отступлении немецкой армии Зуев с частью своих людей ушёл на Запад. Другие староверы остались и начали партизанскую борьбу против Красной Армии. Для этой цели немцы снабдили их оружием и продовольствием. Партизанские группы держались в лесах под Полоцком вплоть до 1947 года».
Зуев и часть его сотрудников были приняты в ВС Комитета освобождения народов России. В 1945 году он попытался вернуться на советскую территорию для организации подпольного движения и пропал без вести.
Часть документов, связанных с деятельностью Зуева, хранится в Национальном архиве США в Вашингтоне (например, рукопись за авторством некоего В. Волжанина «Zuyev’s Republic» (1951), NA RG 338, P-124).
Помимо Республики Зуева в соседних районах Белоруссии существовали иные квазинезависимые образования, такие как Республика Россоно в Россонском районе и Республика Петухова под Витебском.